# تشنار (قيلاب)
تشنار (بالفارسية: چنار) هي قرية تقع في قسم قيلاب الريفي، بمقاطعة أنديمشك التابعة لمحافظة خوزستان، إيران. يقدر عدد سكانها بـ 58 نسمة حسب الإحصاء السكاني الذي تمّ في عام 2006.